# ناحیه وودلند، شهرستان کرول، ایلینوی
ناحیه وودلند، شهرستان کرول، ایلینوی (به انگلیسی: Woodland Township) یک منطقهٔ مسکونی در ایالات متحده آمریکا است که در شهرستان کرول، ایلینوی واقع شده‌است. ناحیه وودلند ۲۸۰ نفر جمعیت دارد و ۱۹۲ متر بالاتر از سطح دریا واقع شده‌است.